# Vintířov
Vintířov là một làng thuộc huyện Sokolov, vùng Karlovarský, Cộng hòa Séc.